# V383 Возничего
V383 Возничего (лат. V383 Aurigae) — двойная затменная переменная звезда типа Алголя (EA) в созвездии Возничего на расстоянии (вычисленном из значения параллакса) приблизительно 15298 световых лет (около 4690 парсеков) от Солнца. Видимая звёздная величина звезды — от +18,72m до +16,46m. Орбитальный период — около 0,5759 суток (13,822 часов).

## Характеристики
Первый компонент — жёлто-белая звезда спектрального класса F. Эффективная температура — около 6526 К.